# Esquí de fons als Jocs Olímpics d'hivern de 1932
Als Jocs Olímpics d'Hivern de 1932 celebrats a la ciutat de Lake Placid (Estats Units d'Amèrica) es disputaren dues proves d'esquí de fons, ambdues en categoria masculina. La prova de 18 quilòmetres es disputà el dia 10 de febrer i la de 50 quilòmetres el 13 de febrer de 1932 a les instal·lacions d'esquí de Lake Placid.

## Comitès participants
Hi participaren un total de 58 esquiadors de fons d'11 comitès nacionals diferents.
| - Àustria (3) - Canadà (7) - Estats Units (7) - Finlàndia (5) |  | - França (5) - Itàlia (6) - Japó (6) - Noruega (6) |  | - Polònia (4) - Suècia (6) - Txecoslovàquia (4) |

## Resum de medalles
| Prova         | Or              | Argent          | Bronze           |
| 18 km detalls | Sven Utterström | Axel Wikström   | Veli Saarinen    |
| 50 km detalls | Veli Saarinen   | Väinö Liikkanen | Arne Rustadstuen |

## Medaller
| Posició | País      | Or | Argent | Bronze | Total |
| 1       | Finlàndia | 1  | 1      | 1      | 3     |
| 2       | Suècia    | 1  | 1      | 0      | 2     |
| 3       | Noruega   | 0  | 0      | 1      | 1     |
|         |           |    |        |        |       |
| Total   | Total     | 2  | 2      | 2      | 6     |